# 린야오청
보옌(博焱, 1987년 8월 27일 ~ )은 타이완의 배우 및 가수로, 무호장의 일원이었다. 본명은 린보옌(林伯彦)이다.